# Бэррон, Кейла
Кейла Джейн Сакс Бэррон (англ. Kayla Jane Sax Barron; род. 19 сентября 1987, Покателло, штат Айдахо, США) — офицер ВМС США, инженер и астронавт НАСА. 355-й астронавт США и 580-й космонавт мира. Совершила космический полёт к Международной космической станции на корабле Dragon 2 в качестве специалиста полёта третьей эксплуатационной миссии SpaceX Crew-3 с 11 ноября 2021 года по 6 мая 2022 года. Участник основных космических экспедиций МКС-66/МКС-67. Продолжительность полёта составила 176 суток 2 часа 39 минут. Совершила один выход в открытый космос продолжительностью 6 часов 54 минуты.

## Биография
Бэррон родилась 19 сентября 1987 года в Покателло (штат Айдахо) в семье Лаури и Скотта Сакс. Её семья переехала в Ричленд (штат Вашингтон), где Кейла окончила среднюю школу в 2006 году. После школы поступила в Военно-морскую академию США, которую окончила в 2010 году со степенью бакалавра в области системной инженерии.
Во время учёбы в Военно-морской академии была членом команд по бегу по пересечённой местности и по лёгкой атлетике. Окончив академию, поступила по стипендии Gates Cambridge Scholarship в колледж Питерхаус, где получила степень магистра в области ядерной инженерии.

### Военная карьера
На службе в ВМС США с 2010 года. С 2011 года проходила подготовку в качестве офицера-подводника в Чарлстоне (штат Южная Каролина). С 2013 года служила в качестве офицера на подводной лодке USS Maine класса Ohio, участвовала в трёх походах по программе стратегического сдерживания. К моменту зачисления в отряд астронавтов служила адъютантом начальника (англ. Flag Aide to the Superintendent) Военно-морской академии.

### Карьера НАСА
7 июня 2017 года была зачислена в отряд астронавтов НАСА в составе 22-го набора НАСА (англ. NASA Astronaut Group 22) в качестве кандидата в астронавты. С 18 августа 2017 года обучалась в Космическом центре им. Джонсона в Хьюстоне (штат Техас), приступив к прохождению курса базовой общекосмической подготовки. 10 января 2020 года на торжественной церемонии в Космическом центре им. Джонсона ей была присвоена квалификация астронавта.
9 декабря 2020 года на заседании Национального совета по космосу США было объявлено о её включении в группу астронавтов для подготовки к пилотируемым лунным экспедициям в рамках программы «Артемида» (англ. Artemis Team).
26 апреля 2021 года в биографии Кейлы на сайте НАСА появилась информация о том, что она проходит подготовку к полету в составе экипажа корабля Crew Dragon, полёт которого по программе Crew-3 был намечен на 23 октября 2021 года. Однако уже 6 мая 2021 года эта информация была удалена из её официальной биографии.
17 мая 2021 года в пресс-релизе НАСА 21-066 официально объявлено о её назначении специалистом полёта в экипаж корабля Crew Dragon по программе SpaceX Crew-3.
Воинское звание — лейтенант-коммандер ВМС США (2017).

## Полёт
Запуск Crew Dragon состоялся 11 ноября 2021 года в 02:03 UTC с помощью ракеты-носителя Falcon 9 в 02:03 UTC со стартового комплекса LC-39A Космического центра имени Кеннеди на мысе Канаверал. Стыковка с МКС осуществлена 12 ноября 2021 года в 01:25 UTC.
15 марта 2022 года Кейла Бэррон и Раджа Чари совершили выход в открытый космос, они установили необходимое оборудование для подготовки к установке солнечных батарей iROSA (дальнейшее развитие технологии ROSA — Roll-Out Solar Array) на борт станции. Выход продлился 6 часов 54 минуты.
5 мая 2022 года в 5:20 UTC корабль отстыковался от МКС и в 4:44 UTC 6 мая 2022 года приводнился в Атлантическом океане близ берегов штата Флорида.
Статистика полётов
| # | Стартовый корабль      | Старт, UTC        | Экспедиция                   | Корабль посадки | Посадка, UTC     | Налёт                     | Выходы в открытый космос | Время в открытом космосе |
| - | ---------------------- | ----------------- | ---------------------------- | --------------- | ---------------- | ------------------------- | ------------------------ | ------------------------ |
| 1 | Dragon 2 SpaceX Crew-3 | 11.11.2021, 02:03 | SpaceX Crew-3, МКС-66/МКС-67 | SpaceX Crew-3   | 6.05.2021, 04:44 | 176 суток 2 часа 39 минут | 1                        | 6 часов 54 минуты        |

## Личная жизнь
Кейла замужем за Томом Бэрроном, офицером спецназа армии США. Ей нравится ходить в походы, заниматься альпинизмом, бе́гом; любит читать.

## Награды
Награждена почётными медалями за похвальную службу в ВМС (англ. Navy Commendation Medal) и в Корпусе морской пехоты (англ. Marine Corps Commendation Medal), медалями «За достижения» ВМС (англ. Navy Corps Achievement Medal) и КМП (англ. Marine Corps Achievement Medal).